# Paralelogram

Un paralelogram

Paralelogramul este patrulaterul convex cu laturile opuse paralele. Laturile opuse au lungimi egale iar unghiurile opuse au măsuri egale. Aceste egalități sunt o consecință a axiomei a cincea a lui Euclid, axioma paralelelor.
Spre deosebire de paralelogram, trapezul este un patrulater cu o singură pereche de laturi paralele de lungimi diferite.

## Proprietăți
- Laturile opuse sunt congruente două câte două.
- Unghiurile opuse sunt congruente două câte două iar cele alăturate sunt unghiuri suplementare (suma măsurilor lor este egală cu un unghi alungit).
- Diagonalele sale se taie în segmente congruente (se „înjumătățesc” ).
- Aria unui paralelogram este A=b•h, unde b este lungimea unei laturi iar h este înălțimea corespunzătoare acestei laturi.
- Aria unui paralelogram este egală cu dublul ariei triunghiului format de două laturi alăturate și diagonala opusă acestora, datorită proprietății că un paralelogram poate fi divizat în triunghiuri congruente juxtapuse printr-o diagonală a paralelogramului.
- Aria unui paralelogram este egală cu produsul dintre lungimile a două laturi alăturate și sinusul unuia dintre unghiurile paralelogramului. Se poate exprima echivalent acest enunț folosind operația produs vectorial în care vectorii sunt laturile neparalele ale paralelogramului.
- Într-un paralelogram este valabilă teorema paralelogramului.

Aceste proprietăți pot fi folosite pentru obținerea unor teoreme. De exemplu proprietatea diagonalelor permite constatarea echivalenței între teorema medianei și teorema paralelogramului. 
Paralelogramele pot fi reprezentate și prin numere complexe sau vectori geometrici.

Paralelogram ca ilustrare pentru adunarea a două numere complexe.

Al patrulea vârf al unui paralelogram reprezentat într-un sistem de axe perpendiculare în planul complex corespunde punctului dat de suma a două numere complexe, originea axelor fiind primul punct al paralelogramului.
Paralelogramul permite efectuarea geometrică a sumei numerelor complexe și a vectorilor din plan, între care există un izomorfism.

## Teoreme reciproce
- Dacă într-un patrulater convex laturile opuse sunt congruente două câte două, atunci patrulaterul este paralelogram.
- Dacă într-un patrulater convex două laturi opuse sunt paralele și congruente, atunci patrulaterul este paralelogram.
- Dacă într-un patrulater convex unghiurile opuse sunt congruente, atunci patrulaterul este paralelogram.
- Dacă într-un patrulater convex diagonalele au același mijloc, atunci patrulaterul este paralelogram.